# O Sacrum Convivium
O Sacrum Convivium je latinsko prozno besedilo v čast evharistije. Besedilo se pripisuje svetemu Tomažu Akvinskemu. Besedilo se moli v brevirju pri drugih večernicah na praznik Svetega Rešnjega Telesa in Krvi kot odpev k Moja Duša

## Besedilo
| Latinsko besedilo O sacrum convivium! in quo Christus sumitur: recolitur memoria passionis eius: mens impletur gratia: et futurae gloriae nobis pignus datur. Alleluia. | Slovenski prevod O sveta večerja, v kateri prejemamo Kristusa, obhajamo spomin njegovega trpljenja, duša se nam napolnjuje z milostjo in nam daje poroštvo prihodnje slave. Aleluja. |